# Laura Gloning
Laura Marie Gloning (* 5. Juni 2005) ist eine deutsche Fußballspielerin, die seit Sommer 2025 der TSG 1899 Hoffenheim angehört.

## Karriere

### Vereine
Gloning begann in Balingen beim dort ansässigen Mehrspartensportverein TSG Balingen mit dem Fußballspielen. Im weiteren Verlauf gelangte sie in die Jugendabteilung des SC Freiburg, für deren B-Jugendmannschaft sie in der Staffel Süd der B-Juniorinnen-Bundesliga 2020/21 sechs Spiele bestritt und ein Tor erzielte. Zur Saison 2021/22 wurde sie vom FC Bayern München verpflichtet, in deren Zweite Mannschaft sie sich entwickeln sollte. Sie bestritt in der 2. Bundesliga 20 von 26 Saisonspielen und erzielte drei Tore.
Ihr Debüt im Seniorinnenbereich gab sie am 20. August 2021 (1. Spieltag) bei der 0:3-Niederlage im Heimspiel gegen den 1. FC Nürnberg. Ihr erstes Tor erzielte sie am 26. September 2021 (5. Spieltag) beim 4:1-Sieg im Heimspiel gegen die Zweite Mannschaft des VfL Wolfsburg mit dem Treffer zum 3:0 in der 26. Minute. In der Folgesaison erzielte sie zwei Tore in 19 Saisonspielen. Am 28. Mai 2023 kam sie am letzten Bundesligaspieltag, beim 11:1-Sieg im Heimspiel gegen den 1. FFC Turbine Potsdam für den FC Bayern München – mit Einwechslung für Jovana Damnjanović in der 58. Minute – erstmals in der höchsten Spielklasse zum Einsatz.
Am 13. März 2025 wurde sie vom Bundesligisten TSG 1899 Hoffenheim zur Saison 2025/26 verpflichtet und unterzeichnete einen bis zum 30. Juni 2028 datierten Vertrag.

### Nationalmannschaft
Gloning kam ab dem Spieljahr 2019 für die Nachwuchsnationalmannschaften des DFB in den Altersklassen U15, U17 und U19 in insgesamt 31 Länderspielen zum Einsatz. Ihr Debüt als Nationalspielerin gab sie in der U15-Nationalmannschaft, die am 23. Oktober in Büsingen am Hochrhein das in Freundschaft ausgetragene Länderspiel gegen die Auswahl der Schweiz mit 5:0 gewann.
Für die U17-Nationalmannschaft kam sie erstmals am 16. September 2021 im schwedischen Skärhamn beim 5:1-Sieg über die U17-Nationalmannschaft Norwegens zum Einsatz. Mit ihr nahm sie an der vom 3. bis 15. Mai 2022 in Bosnien und Herzegowina ausgetragenen Europameisterschaft teil und wurde in vier Turnierspielen eingesetzt – einschließlich des mit 3:2-Siegs im Elfmeterschießen gegen die U17-Nationalmannschaft Spaniens. Noch im selben Jahr nahm sie auch an der vom 11. bis 30. Oktober in Indien ausgetragenen Weltmeisterschaft teil. Sie bestritt insgesamt sechs Turnierspiele und war der U17-Nationalmannschaft Nigerias im Spiel um Platz 3 mit 2:3 im Elfmeterschießen unterlegen.
Im Spieljahr 2023 kam sie im Februar und April in jeweils drei Länderspielen für die U19-Nationalmannschaft zu Einsätzen.

## Erfolge
- Finalist U19-Europameisterschaft 2023
- U17-Europameister 2022
- Deutscher Meister 2023

## Auszeichnungen
- Eliteschülerin des Jahres 2022 (für den Standort München)[2]